# José Poch Segura
José Poch Segura (Valencia, 1874 - Zaragoza, 8 de diciembre de 1950) fue militar del Cuerpo de Pontoneros, padre de la médico libertaria Amparo Poch y Gascón.

## Historia

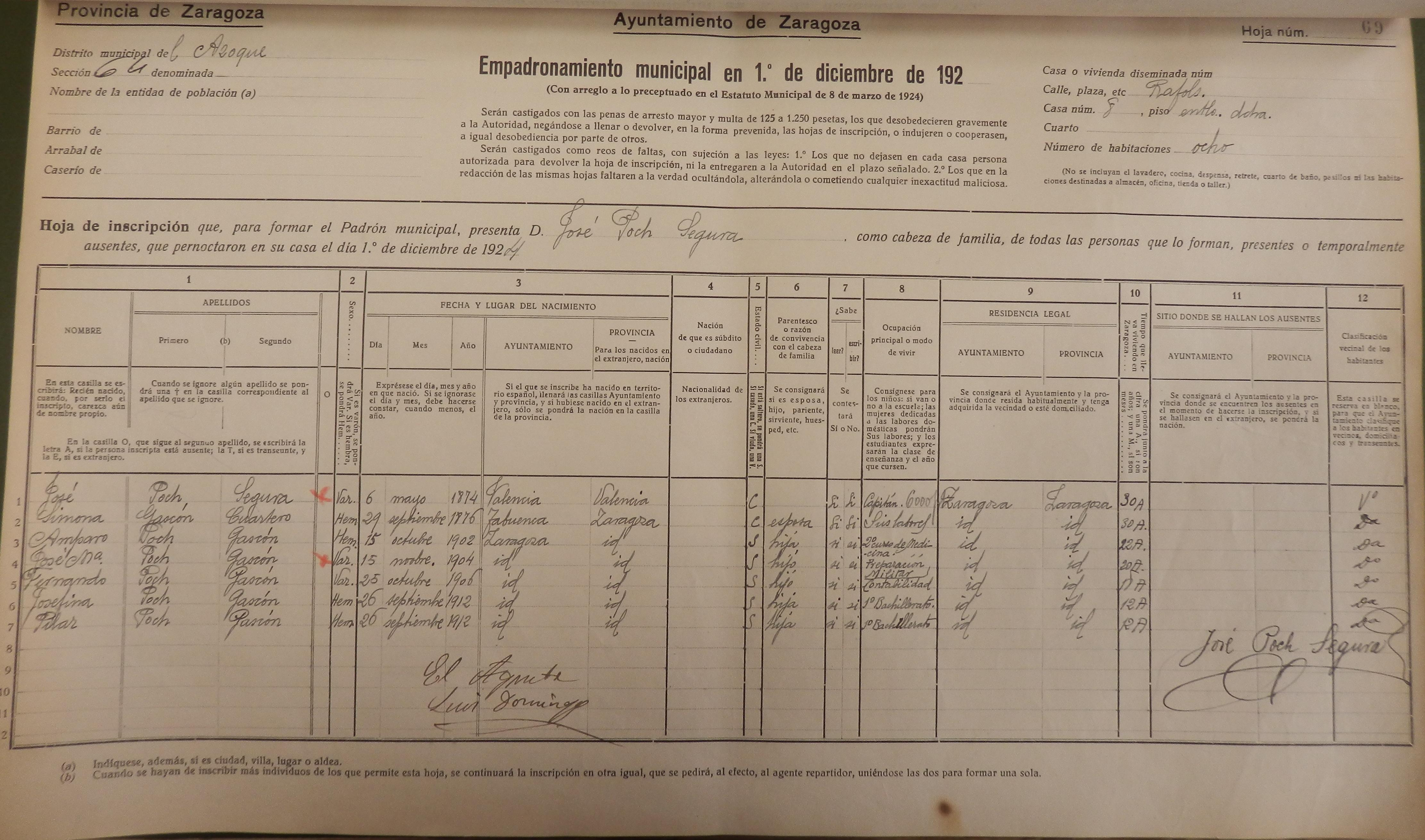
Hoja del padrón municipal de Zaragoza de 1924. La familia Poch vivía en la Calle Madre Rafols, 8

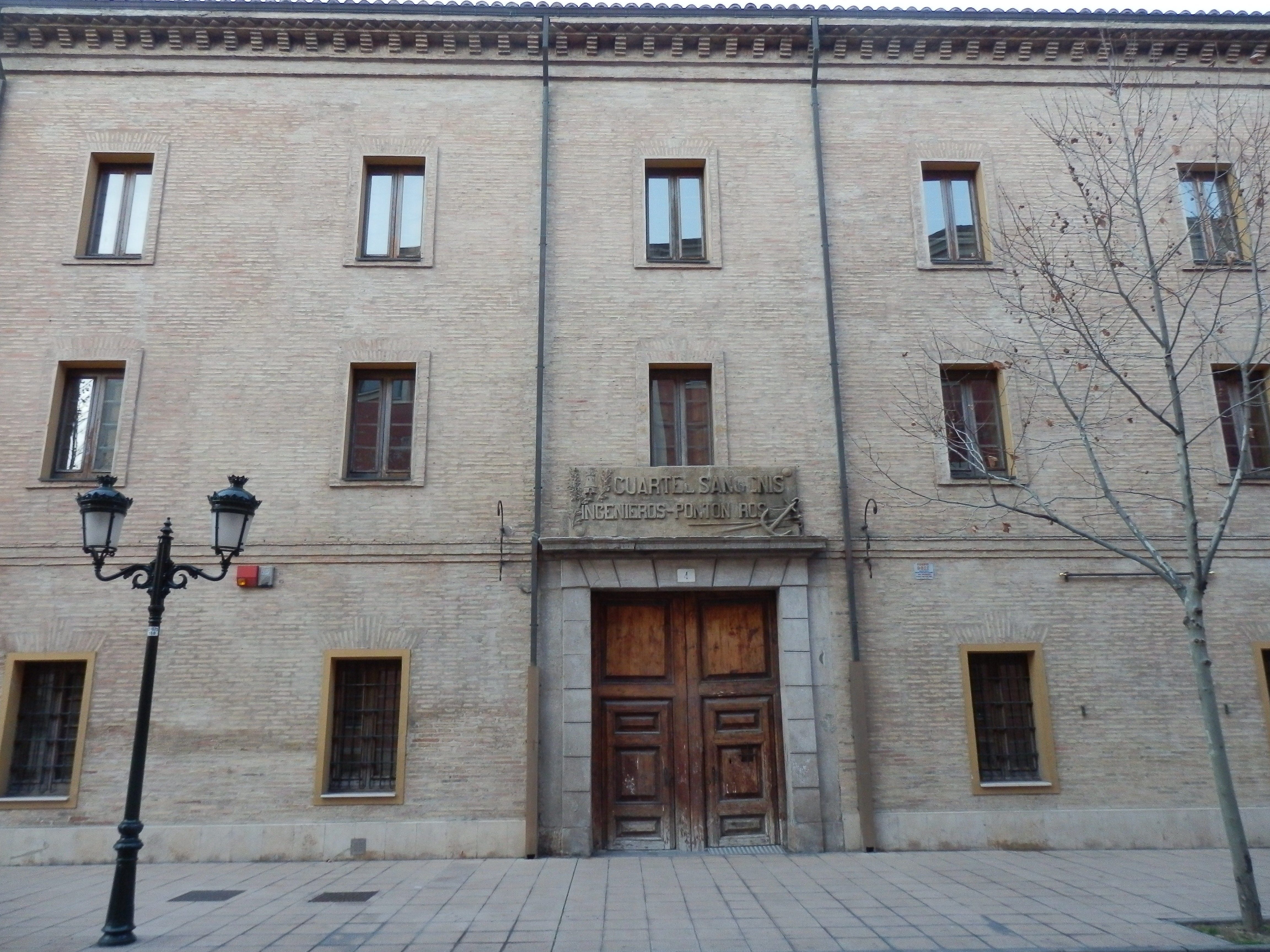
Antiguo cuartel de pontoneros Sangenis de Zaragoza donde sirvió José Poch Segura.

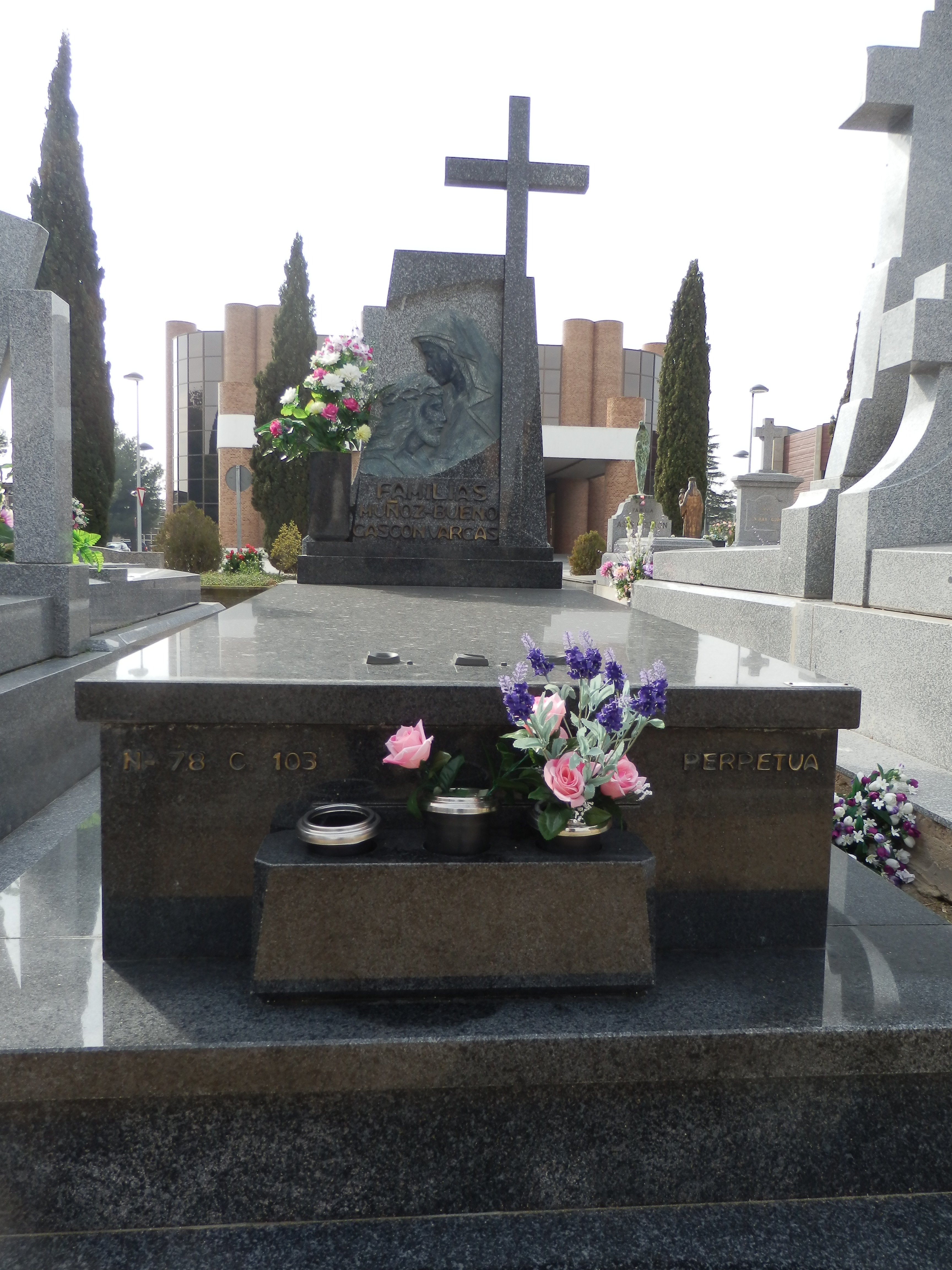
Tumba de José Poch Segura y Simona Gascón Cuartero en el cementerio de Torrero de Zaragoza.

José Poch Segura nació en Valencia y en 1892 ingresó en el ejército como soldado raso. Hacia 1900 había ascendido a sargento y vivía en una casa de huéspedes de Zaragoza. En esa casa trabajaba de sirvienta Simona Gascón Cuartero, que había nacido en Tabuenca (Zaragoza). Se casaron el 21 de septiembre de 1901. Según recoge Antonina Rodrigo, José Poch medía 1,91 m de altura y Simona Gascón era baja y tenía un carácter sumiso.
Sus hijos fueron Amparo (1902-1968), José María (1904-1931), Fernando (1906), Josefina (1912-1988) y Pilar (1912-1997). La familia vivió hasta 1916 en la calle Pignatelli, 57, de Zaragoza.
En 1916 José Poch ascendió a teniente de pontoneros y tuvo derecho a disfrutar de una vivienda en los pabellones militares del Cuartel de San Genís, Ingenieros y Pontoneros, en la calle Madre Rafols, 8.
En la calle Madre Rafols estaban:
- El Hospital de Nuestra Señora de Gracia, que atendía a los indigentes
- La Real Casa de Misericordia (actual edificio Pignatelli) que era el Hospicio Provincial
- El convento de las Hermanas de la Caridad de Santa Ana
- El cuartel de Sangenís, Ingenieros y Pontoneros
- La plaza de toros de la Misericordia[1]

En 1930 José Poch se retiró por edad como capitán de Ingenieros. Tras el golpe, el 19 de julio de 1936 se presentó a la autoridad militar como afecto incondicionalmente al glorioso Movimiento Nacional de F.E.T. y de las J.O.N.S.
Durante la guerra civil prestó sus servicios en la Central de Telégrafos. En 1937 fue nombrado censor. Más tarde fue destinado a la 5.ª División Orgánica prestando servicio en el Centro de Movilización y Reserva número 9.
Falleció en Zaragoza el 8 de diciembre de 1950. Está enterrado en el cementerio de Torrero de Zaragoza. Su esposa Simona Gascón Cuartero falleció el 12 de marzo de 1959.